# 零食物語

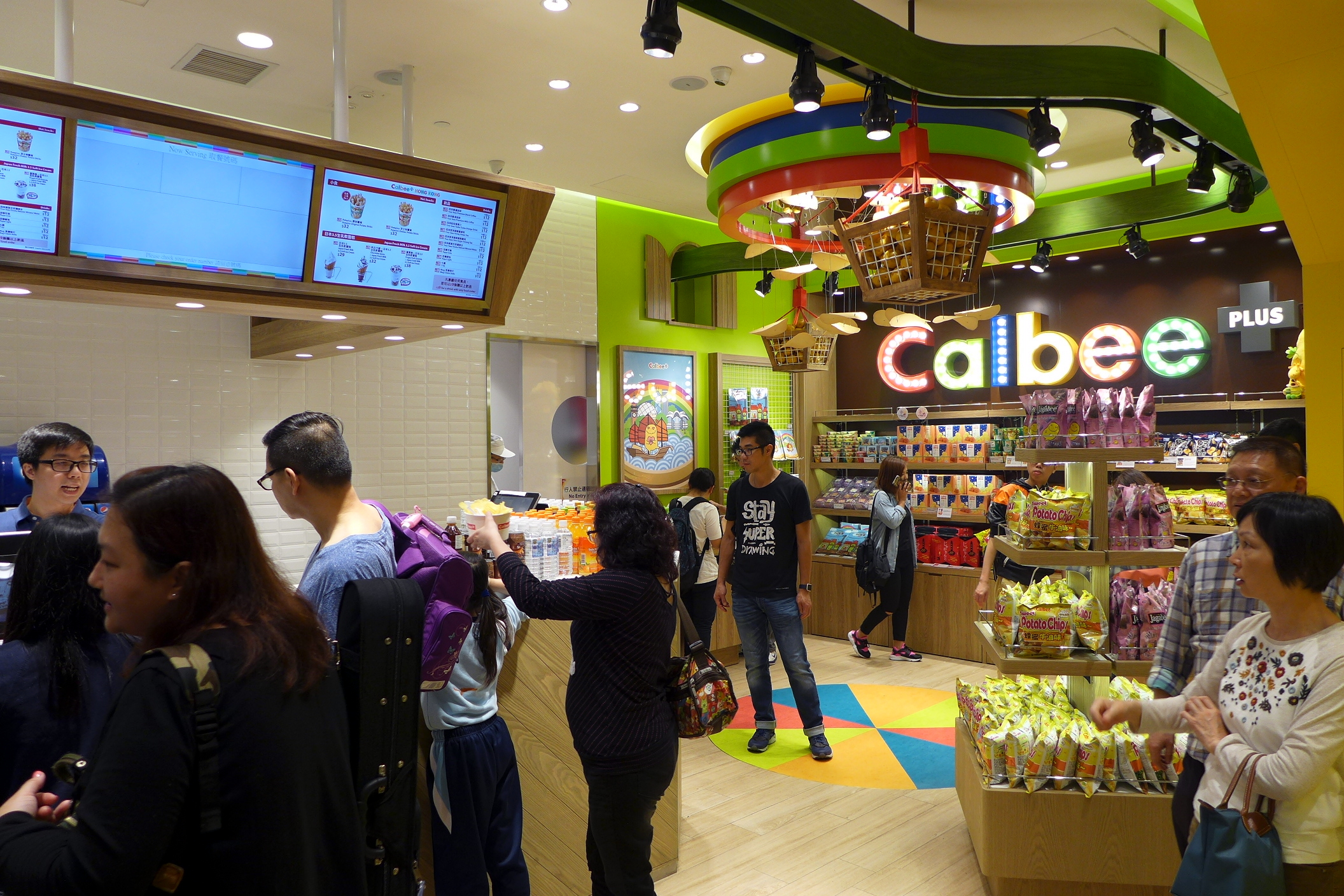
灣仔利東街Okashi Galleria x Calbee Plus概念零食店

零食物語（英語：Okashiland）為香港一間專門銷售日本零食的連鎖店，屬四洲集團旗下的零售店，代理包括明治及固力果等品牌。
零食物語於1997年創立，高峰期擁有超過60間分店，位處各大型商場及港鐵站，並自2006年起拓展國內業務，於上海、北京、順德等主要城市建立銷售點。零食物語於2004年榮獲香港超級品牌、2006年獲頒香港服務名牌及於2007年先後獲得第四屆港澳優質誠信商號、最喜歡的MTR Shops及中學生最喜愛的零食連鎖店品牌等殊榮。
截至2025年8月，零食物語擁有23間分店，規模屈居在新進競爭者759阿信屋之後。但不少店鋪鋪面狹窄，某些店鋪店內通道僅容一人通過，減低顧客購物欲。

## 外部連結
零食物語官方網站 （页面存档备份，存于） （中文）（英文）